# Riki Sorsa
Riki Sorsa (26 de dezembro de 1952 — 10 de maio de 2016) foi um cantor finlandês. Iniciou a sua carreira musical em 1975 na banda Zoo. No Festival Eurovisão da Canção 1981 representou o seu país natal com o tema "Reggae OK", uma típica canção rock, em finlandês (na época era obrigatório cantar-se na língua materna de cada país) que se posicionou em 16º lugar (20 países). A canção tinha  música de Jim Pembroke e letra de Olli Ojala, o orquestrador foi Otto Donner. Apesar da má classificação, continuou a sua vida musical, publicando diversos álbuns, com temas cantados na sua língua materna ou em inglês.
Sorsa morreu de câncer em 10 de maio de 2016, aos 63 anos..

## Discografia

### Álbuns
- The Zoo Hits Back (The Zoo, 1975)
- Changing Tunes (1981)
- Desert of Love (1982)
- Riki Sorsa (1983)
- This is the Night (em inglês, 1983)
- Kellot ja peilit (1984, CD 1985)
- Myrskyn silmä (1986)
- Roomanpunaista (1989)
- Silmiisi sun (1992)
- Riki Sorsa & Leirinuotio-orkesteri (1993)
- Pieniä asioita (1994)
- Suolaista ja makeaa (1996)
- Valoa (2000)
- Kun tunnet rakkauden... Suomalainen laulukirja (2013)

### Compilações
- 1980-85 Tähän asti - So Far (1985)
- CBS-klassikot (1989)
- Parhaat (1998)
- Haltuus annan lauluni - 18 ballads (2007)